# Smokin' O.P.'s
| Recensione                        | Giudizio |
| --------------------------------- | -------- |
| AllMusic                          | [ 1 ]    |
| Robert Christgau                  | C+       |
| The New Rolling Stone Album Guide | [ 3 ]    |
| Dizionario del Pop-Rock           | [ 4 ]    |
| 24.000 dischi                     | [ 5 ]    |

Smokin' O.P.'s è il quinto album di Bob Seger, pubblicato dalla Reprise Records nel luglio del 1972.

## Tracce

### LP
Lato A
1. Bo Diddley – 6:10 (Ellas McDaniels)
2. Love the One You're With – 4:12 (Stephen Stills)
3. If I Were a Carpenter – 3:42 (Tim Hardin)
4. Hummin' Bird – 3:45 (Leon Russell)

Lato B
Testi e musiche di Bob Seger, eccetto dove indicato.
1. Let It Rock – 3:20 (Edward Anderson)
2. Turn on Your Love Light – 4:35 (Joseph Scott, Deadric Malone)
3. Jesse James – 3:23 (Tradizionale, arrangiamento di Bob Seger)
4. Someday – 2:22 (Bob Seger)
5. Heavy Music – 2:30 (Bob Seger)

## Formazione
- Bob Seger - voce solista
- Bob Seger - pianoforte (brano: Someday)
- Bob Seger - chitarra (brani: If I Were a Carpenter e Jesse James)
- Michael Monk Bruce - chitarra (brani: Bo Diddley, Love the One You're With, Hummin' Bird, Let It Rock e Turn on Your Love Light)
- Skip Van Winkle Knapé - organo, organo con basso a pedaliera (pedal bass)
- Skip Van Winkle Knapé - pianoforte (brano: Hummin' Bird)
- David Teegarden - batteria, maracas

Musicisti aggiunti
- Pam Todd e Crystal Jenkins - voci solista (brano: Love the One You're With)
- Pam Todd e Crystal Jenkins - accompagnamento vocale, cori (brani: Hummin' Bird e Jesse James)
- Jack Ashford - tamburello
- Eddie Bongo - congas
- Jim Bruzzese - tambourine (brano: If I Were a Carpenter)
- Al Yungton - arrangiamenti strumenti ad arco (brano: Someday)

Note aggiuntive
- Punch (Ed Andrews) - produttore (per la Hideout Production)
- Registrato e mixato al Pampa Studios di Detroit, Michigan, Stati Uniti
- Jim Bruzzese - ingegnere delle registrazioni
- Greg Miller - assistente ingegnere delle registrazioni
- Mixaggio dei brani: If I Were a Carpenter e Hummin' Bird, effettuato al RCA Studios di Toronto, Canada
- Jim Cassily - ingegnere del mixaggio
- Mark Smith - ingegnere del mixaggio
- Thomas Weschler - design copertina album, fotografie
- Pete Lumetta - fotografie[8]

## Classifica
Album
| Anno | Classifica    | Posizione raggiunta |
| ---- | ------------- | ------------------- |
| 1972 | Billboard 200 | 180                 |

Singoli
| Anno | Titolo del brano      | Classifica        | Posizione raggiunta |
| ---- | --------------------- | ----------------- | ------------------- |
| 1972 | If I Were a Carpenter | Billboard Hot 100 | 76                  |